# براین مست
براین مست (انگلیسی: Brian Mast) سیاستمدار و سرباز سابق نیروی زمینی ایالات متحده آمریکا است. او که عضو حزب جمهوری‌خواه است، نماینده مجلس نمایندگان ایالات متحده آمریکا از حوزه انتخابیه هجدهم فلوریدا است. او با غلبه بر رندی پرکینز دمکرات در انتخابات سراسری ۲۰۱۶ برگزیده شد.